# 수도꼭지

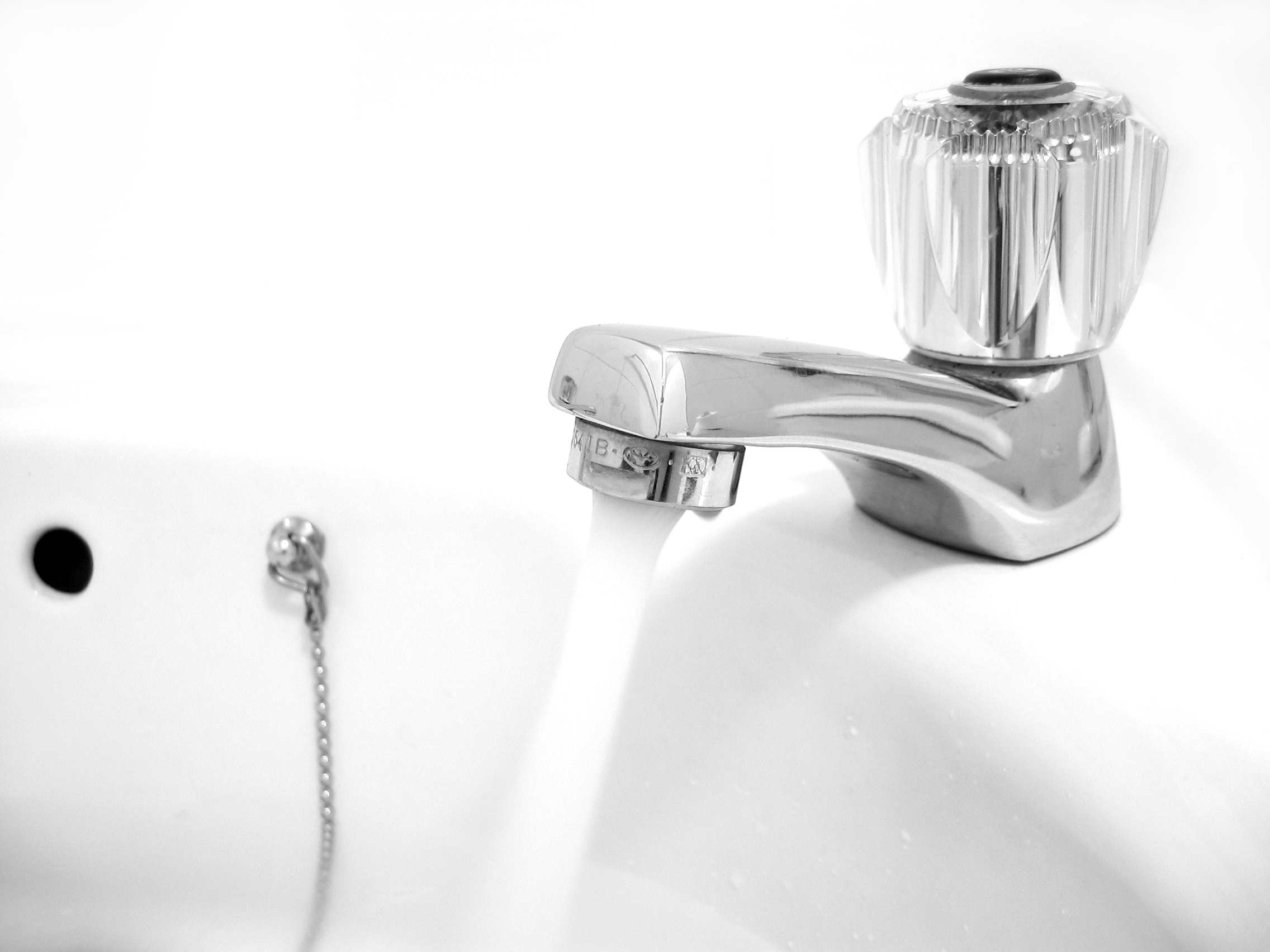

수도꼭지는 유체 방출을 제어하는 밸브이다.

## 종류

### 액체
욕조, 세면대, 대야의 물은 별도의 냉온수 수도꼭지를 통해 공급한다. 이러한 배열은 특히 공공 화장실/화장실 및 다용도실/세탁실과 같은 오래된 시설에서 일반적이다. 주방과 욕실에서는 믹서 탭을 일반적으로 사용한다. 이 경우 두 밸브의 온수와 냉수는 출구에 도달하기 전에 혼합되어 온수와 냉수 공급 온도 사이의 모든 온도 물이 나온다. 수도꼭지는 뉴브런즈윅주 세인트존 (뉴브런즈윅주)의 토마스 캠벨(Thomas Campbell)이 발명했으며 1880년에 특허를 받았다.
욕조 및 샤워실의 경우 수도꼭지에는 일종의 압력 균형 기능을 통합하여 냉/온 혼합 비율이 하나 또는 다른 공급 장치의 압력의 일시적인 변화에 영향을 받지 않는다. 이는 다른 물 부하(예: 화장실 물 내리기)가 발생할 때 화상을 입거나 불편한 냉각을 방지하는 데 도움이 된다. 두 개의 개별 밸브 대신 믹서 탭은 단일 핸들(단일 핸들 믹서)로 제어되는 더 복잡한 단일 밸브를 사용하는 경우가 많다. 손잡이가 위아래로 움직여 물의 양을 조절하고, 좌우로 움직여 물의 온도를 조절한다. 특히 욕조와 샤워실의 경우 최신 디자인은 내장 온도조절기를 사용하여 이를 수행하는 자동 온도 조절 혼합 밸브이며 기계식 또는 전자식일 수 있다. 물의 온도를 표시하는 컬러 LED가 있는 수도꼭지도 있다.
별도의 탭이 장착된 경우 어느 탭이 뜨겁고 어느 것이 차가운지 즉시 명확하지 않을 수 있다. 핫 탭에는 일반적으로 빨간색 표시기가 있는 반면 콜드 탭에는 일반적으로 파란색 또는 녹색 표시기가 있다. 미국에서는 탭에 "H" 또는 "C" 라벨이 붙어 있는 경우가 많다. 로망스어군 언어가 있는 국가에서는 뜨겁다는 뜻의 "C"와 차가운 뜻의 "F"가 사용된다(프랑스어 "chaud"/이탈리아어 "caldo"/스페인어 "caliente"(뜨거운) 및 프랑스어 "froid"/이탈리아어 "freddo"에서 유래) /스페인어 "frio"(감기)). 포르투갈어에서는 Q("quente", hot)와 F를 사용한다. 이는 영어를 사용하는 방문객에게 혼란을 줄 수 있다. 믹서 탭에는 어느 쪽이 뜨겁고 어느 쪽이 차가운지를 나타내는 빨간색-파란색 줄무늬 또는 화살표를 넣기도 한다.
대부분의 국가에 냉온수 탭의 표준 배열이 있다. 예를 들어, 미국 및 기타 여러 국가 건축법 요구 사항에 따라 핫 탭이 왼쪽에 있다. 이 표준을 무시한 설치가 많이 있다(배관공은 "교차 연결"이라고 함). 일부 단일 밸브 믹서 탭을 잘못 조립하면 설비가 올바르게 배관되었더라도 뜨거운 것과 차가운 것이 교환된다.
미국에서는 미국 장애인법(Americans with Disability Act)이 수도꼭지 작동에 5파운드 미만의 힘이 필요하고 사용자가 손목을 비틀지 않아도 되도록 요구하는 등 수도꼭지에 대한 요구 사항을 규정하고 있다.
가정의 대부분의 손잡이는 나사로 밸브 샤프트에 고정되어 있지만 많은 상업용 및 산업용 응용 분야에서는 사각형 말뚝이 있는 제거 가능한 키(key)가 장착되어 있다. 파손자가 물을 틀지 못하도록 이 키를 제거할 수 있다. 이 키가 발명되기 전에는 일부 집주인이나 관리인이 수도꼭지 손잡이를 떼어내는 것이 일반적이었다. 밸브 샤프트의 톱니바퀴와 만난다. 이 톱니와 톱니바퀴 시스템은 여전히 대부분의 최신 수도꼭지에 사용되고 있다. 지나가는 사람이 키를 사용하는 것을 방지하기 위해 제거 가능한 키가 집 밖에서 발견될 수도 있다.
수도꼭지는 일반적으로 "회전 탭 커넥터"를 통해 물 공급 장치에 연결된다. 이 커넥터는 납땜 또는 압축 피팅을 사용하여 수도관 끝에 부착되고 나사산 꼬리 부분에 나사로 고정할 수 있는 큰 너트가 있다. 욕조, 세면대 또는 싱크대 아래에 매달려 있는 수도꼭지이다. 커넥터와 탭 테일 사이에는 섬유 와셔(젖으면 팽창하여 밀봉에 도움이 됨)가 사용된다. 탭 테일은 일반적으로 싱크대의 직경이 1/2인치 또는 12mm이고 욕조의 경우 3/4인치 또는 19mm이다. 그러나 유럽 대륙에서는 때때로 3/8인치(여전히 영국식) 크기를 사용한다. 동일한 연결 방법이 욕실에 사용된다.
수도꼭지를 영어로 탭(tap)이라고 하는데, 이 탭이라는 용어는 중력 공급이든 가압이든 맥주통에서 생맥주를 분배하는 데 사용되는 밸브를 설명하는 데 널리 사용된다.

### 가스
가스 탭(gas tap)은 연료 가스(예: 천연 가스, 석탄 가스 및 합성가스) 방출을 대략적으로 제어하기 위해 주거용, 상업용 및 실험실 응용 분야에 사용되는 특정 형태의 볼 밸브이다. 모든 볼 밸브와 마찬가지로 핸들은 열릴 때 가스 라인과 평행하고 닫힐 때 수직이므로 상태를 시각적으로 쉽게 식별할 수 있다.

## 같이 보기
- 관개
- 샤워